# Dirophanes shiodai
Dirophanes shiodai là một loài tò vò trong họ Ichneumonidae.